# Adams Township (Darke County, Ohio)
Adams Township ist eines von 20 Townships des Darke Countys im US-Bundesstaat Ohio. Nach der Volkszählung im Jahr 2020 waren hier 3343 Einwohner registriert.

## Geografie
Adams Township liegt im äußersten Osten des Darke Countys im Westen von Ohio und grenzt im Uhrzeigersinn an die Townships: Wayne Township, Newberry Township im Miami County, Newton Township (Miami County), Franklin Township, Greenville Township und Richland Township.

## Verwaltung
Das Township wird durch ein Board of Trustees, bestehend aus drei gewählten Mitgliedern, verwaltet. Zwei Personen werden jeweils im Jahr nach der Präsidentschaftswahl gewählt und eine jeweils im Jahr davor. Die Amtszeit dauert in der Regel vier Jahre und beginnt jeweils am 1. Januar. Daneben gibt es noch einen Township Clerk (zuständig für Finanzen und Budget), der ebenfalls im Jahr vor der Präsidentschaftswahl auf eine vierjährige Amtszeit gewählt wird. Dessen Amtszeit beginnt jeweils am 1. April.